# The Elder Scrolls V: Skyrim — Hearthfire
The Elder Scrolls V: Hearthfire (с англ. — «Древние Свитки 5: Огонь Очага») — второе дополнение к компьютерной игре The Elder Scrolls V: Skyrim. Оно было разработано Bethesda Game Studios и издано Bethesda Softworks. Дополнение вышло 4 сентября 2012 года на Xbox 360, 4 октября 2012 года на PC в Steam и 19 февраля 2013 года на PS3 в Северной Америке и 20 февраля в Европе.
Центральная тема Hearthfire, это приобретение и обустройства собственной земли, на которой можно возвести дом для персонажа.

## Игровой процесс
Hearthfire вносит значительные нововведения в игровой процесс, предоставляя возможность приобрести до трёх земельных участков, обустроить их и возвести на них дома. Игрок начинает с небольших одноэтажных построек и может расширить их до крупных особняков с множеством пристроек, таких как кузница, алхимическая лаборатория, зал трофеев, библиотека, оружейная и оранжерея. Строительство ведётся с использованием различных материалов, таких как брёвна, карьерный камень, глина, гвозди и другие..
Земельные участки доступны в трёх локациях: поместье «Озерное» в Фолкрите, «Уиндстад» в Хьялмарке (к северо-востоку от Морфала) и «Хельяркен-холл» на Белом Береге (к югу от Данстара). Для приобретения земли игроку необходимо заслужить расположение ярла соответствующего региона, выполнив определённые задания и получив титул тана.
Кроме того, дополнение расширяет возможности игрового процесса, вводя такие занятия, как рыбалка и ведение сельского хозяйства. В игру добавляются новые виды пищи, включая мясо краба и уникальные блюда, приготовленные в специальной печи.
Существенным нововведением является возможность усыновления детей. С созданием семьи у игрока появляются дополнительные обязанности, включая защиту дома и семьи от различных угроз.

## Локализация
Изначально дополнение не было локализовано на русский язык, однако летом 2013 года оно было переведено компанией «1С-СофтКлаб» для издания Legendary Edition. В последующих изданиях Skyrim дополнение Hearthfire также было на русском языке.

## Приём
| Сводный рейтинг                    | Сводный рейтинг              |
| Агрегатор                          | Оценка                       |
| ---------------------------------- | ---------------------------- |
| GameRankings                       | 61,60 %                      |
| Metacritic                         | Xbox 360: 54/100 PS3: 69/100 |
| Иноязычные издания                 |                              |
| Издание                            | Оценка                       |
| Eurogamer                          | 5/10                         |
| VideoGamer                         | 4/10                         |
| Official PlayStation Magazine (UK) | 7/10                         |
| Official Xbox Magazine (UK)        | 6/10                         |
| Digital Spy                        | [ 2 ]                        |
| The Escapist                       | [ 13 ]                       |

Дополнение было встречено неоднозначно: на Metacritic версии игры для PlayStation 3 и Xbox 360 получили 69 и 54 балла соответственно.
Eurogamer поставил Hearthfire оценку 5 из 10 баллов, отметив, что игра могла бы быть «более креативной» и «менее ограничивающей» в плане строительства дома, а новая возможность усыновления детей сводится лишь к «выбору одного из нескольких заранее сгенерированных малышей, которые будут выполнять набор предопределённых действий». Тем не менее, рецензент подчеркивает, что содержание дополнения оправдывает свою низкую цену и предлагает «более интересный способ внедрения полезных функций в игру, чем просто предоставление готового дома».
В PlayStation Official Magazine вышла положительная рецензия, где отмечается «разумная цена» дополнения, а также подчеркивается: «Skyrim — это игра, которую вы действительно делаете своей, и строительство дома в Hearthfire является естественным и приятным продолжением этой концепции. Это не совсем то же самое, что сражаться с чудовищами и исследовать подземелья, но любителям домашнего уюта это понравится».
Журнал The Escapist оценил дополнение в 3 из 5 звёзд, посчитав новую возможность усыновления «пустой тратой времени» из-за отсутствия у детей процесса взросления. Что касается строительства дома, журнал раскритиковал недостаток возможностей для кастомизации и написал: «Вы даже не можете выбрать, какая мебель будет в каждой комнате, только будет ли она изготовлена». Тем не менее, журнал отметил, что Hearthfire добавляет удобство для игрока в управлении предметами и сокращает время на путешествия к кузнице или столу зачарования.